# Arrondissement di Ussel
L'arrondissement di Ussel è un arrondissement dipartimentale della Francia situato nel dipartimento della Corrèze, nella regione della Nuova Aquitania.

## Storia
Fu creato nel 1800 sulla base dei preesistenti distretti. Soppresso nel 1926, fu ricostituito nel 1943.

## Composizione
L'arrondissement è composto da 69 comuni raggruppati in 8 cantoni:
- cantone di Bort-les-Orgues
- cantone di Bugeat
- cantone di Eygurande
- cantone di Meymac
- cantone di Neuvic
- cantone di Sornac
- cantone di Ussel-Est
- cantone di Ussel-Ovest